# جوزيف كيتينغر
جوزف کیتینغر (بالإنجليزية: Joseph Kittinger)‏ هو ضابط عسكري وعقيد أمريكي خدم في سلاح الجو. اكتسب شهرة كبيرة لمشاركته في مشروعي مانهاي وإكسلسيور، وهو صاحب ثاني أعلى وأسرع وأطول قفز بالمظلات، من على ارتفاع 31 كم (19 ميل) بعد ما كان صاحب الرقم القياسي قبل أن يحطم رقمه رائد الفضاء النمساوي فيليكس باومغارتنر في 14 أكتوبر 2012.